# Thomas Whitfield Davidson
Thomas Whitfield Davidson (* 23. September 1876 im Harrison County, Texas; † 26. Januar 1974 in Dallas, Texas) war ein US-amerikanischer Jurist und Politiker. Zwischen 1923 und 1925 war er Vizegouverneur des Staates Texas; später wurde er Bundesrichter am Bundesbezirksgericht für den nördlichen Distrikt von Texas.

## Leben
Thomas Davidson besuchte die öffentlichen Schulen seiner Heimat und war danach am East Texas State Normal College eingeschrieben. Später absolvierte er die University of Chicago und die Columbia University. Anschließend war er fünf Jahre lang Lehrer in Marshall. Nach einem gleichzeitigen Jurastudium und seiner 1903 erfolgten Zulassung als Rechtsanwalt begann er in Marshall und Dallas in diesem Beruf zu arbeiten. Zwischen 1907 und 1914 war er juristischer Vertreter der Stadt Marshall. Von 1927 bis 1936 war er auch juristisch für eine große Versicherungsgesellschaft in Dallas namens Praetorians tätig.
Politisch schloss sich Davidson der Demokratischen Partei an. Im Jahr 1912 nahm er als Delegierter an der Democratic National Convention in Baltimore teil, auf der Woodrow Wilson als Präsidentschaftskandidat nominiert wurde. 1932 war er nochmals Delegierter bei einem demokratischen Bundesparteitag. Damals wurde Franklin D. Roosevelt zum Präsidentschaftskandidaten ernannt. In den Jahren 1920 bis 1922 gehörte er dem Senat von Texas an. 1922 wurde Davidson an der Seite von Pat Morris Neff zum Vizegouverneur von Texas gewählt. Dieses Amt bekleidete er zwischen 1923 und 1925. Dabei war er Stellvertreter des Gouverneurs und Vorsitzender des Staatssenats. Er setzte sich für den Ausbau der Fernstraßen und eine Gefängnisreform ein; außerdem war er ein Gegner des Ku-Klux-Klans. Im Jahr 1924 kandidierte er erfolglos in den Gouverneursvorwahlen seiner Partei.
Nach seiner Zeit als Vizegouverneur praktizierte Thomas Davidson wieder als Anwalt. Im Jahr 1936 wurde er als Nachfolger von Edward Roscoe Meek zum Richter am United States District Court for the Northern District of Texas ernannt. Dort verblieb er offiziell bis zum Jahr 1965. Danach war er weiterhin als Teilzeitrichter im Senior Status für dieses Gericht tätig. Von 1954 bis 1959 war er als Chief Justice in der Nachfolge von William Hawley Atwell Leiter des Gerichts. Er starb am 26. Januar 1974 im Alter von 97 Jahren in Dallas.